# メタル食品
メタル食品株式会社（メタルしょくひん）は、大阪府豊中市にあった食品製造販売会社。
2008年5月28日、経営破綻が報道された。主要商品はカレーだった。
日本語社名メタルと英語社名MEDALが一致していないことでも知られていた。
なお、メタルブランドのカレールウとレトルトカレーの販売事業は大阪府守口市にある食品販売会社『大同』に譲渡した。

## 略史
- 1915年 弘木屋商店として大阪市に創業
- 1957年 メタル印即席印度カレーの製造を開始
- 1968年 メタル食品製造に商号変更
- 1976年 大阪市から豊中市に移転
- 1985年 メタル食品株式会社を設立し事業移転
- 2008年 破産
- 2009年 破産手続が終結し完全消滅